# 高屏
高屏地區，舊稱高高屏，是指台灣南部偏西南瀕台灣海峽的地區，由高雄市、屏東縣所組成，其範圍等於臺灣日治時期高雄州不含澎湖的轄區範圍。人口約358萬，約為六分之一的台灣人口，擁有高雄都會區的都會化地帶，其餘地區主要為製造業區域及農漁村。其以高雄市為中心，以高屏地區一都一縣為核心的高雄都會區，人口達298萬人，為臺灣第三大都市圈。

## 地理

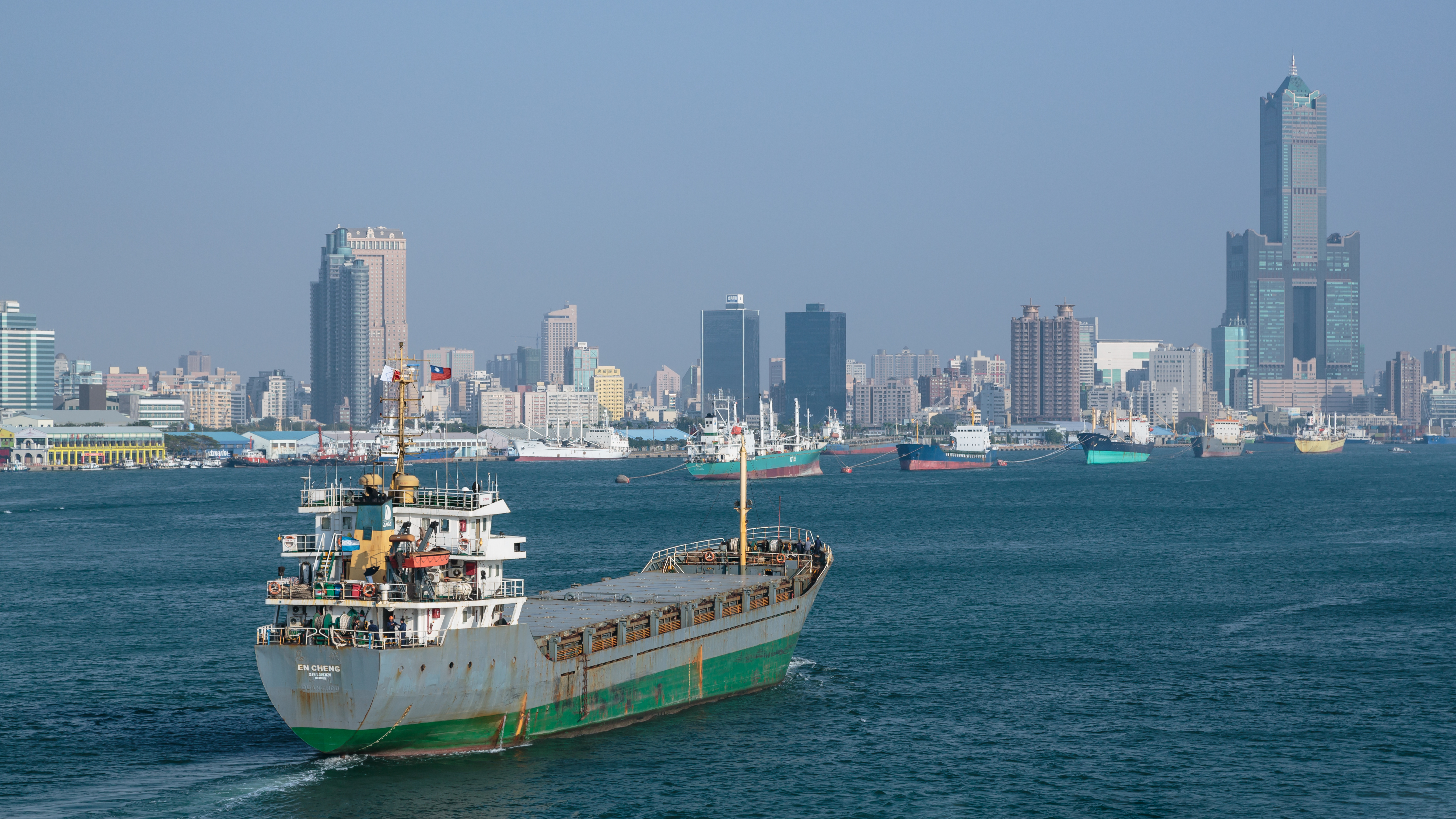
高雄港一景

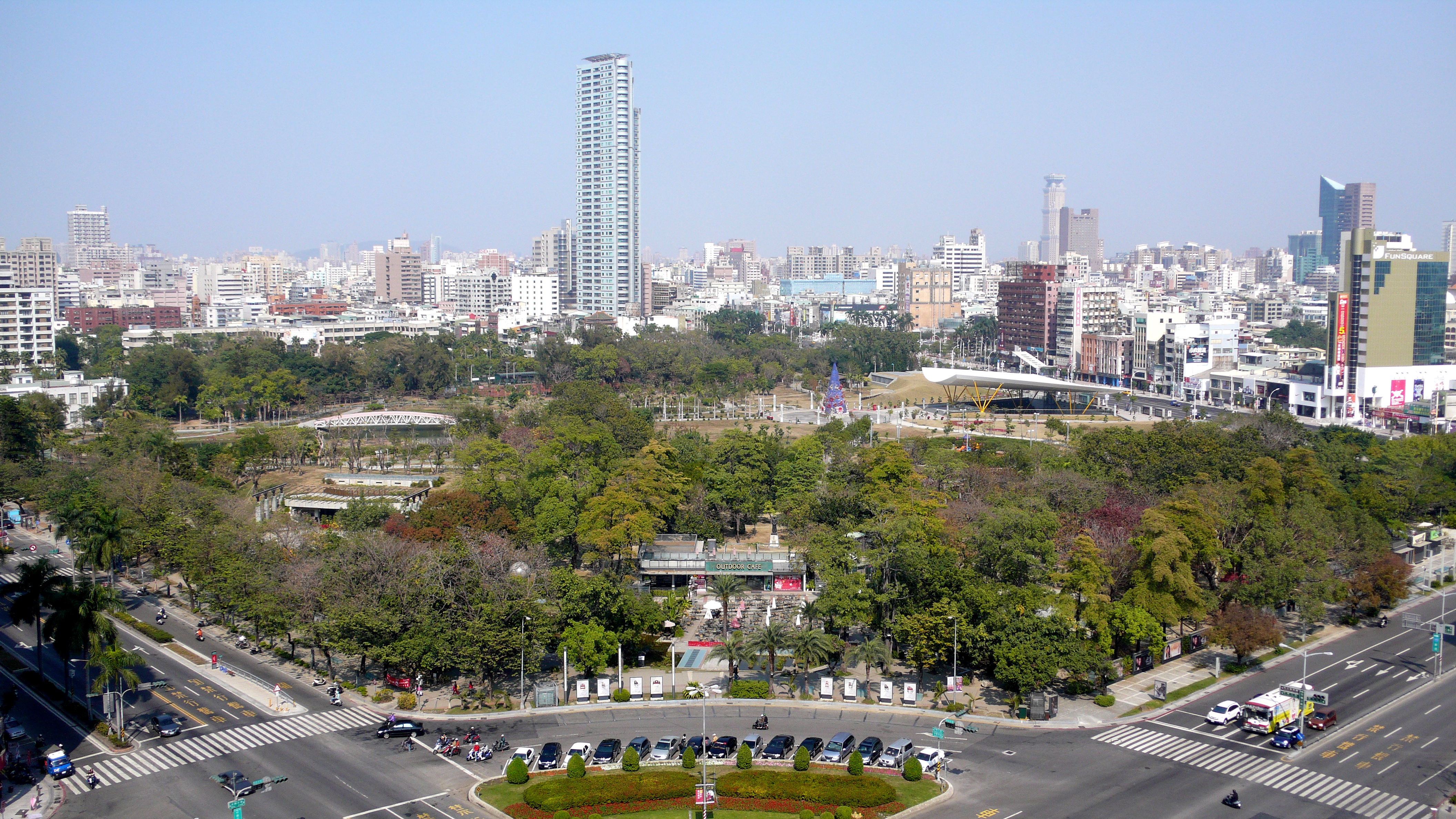
高雄市中央公園

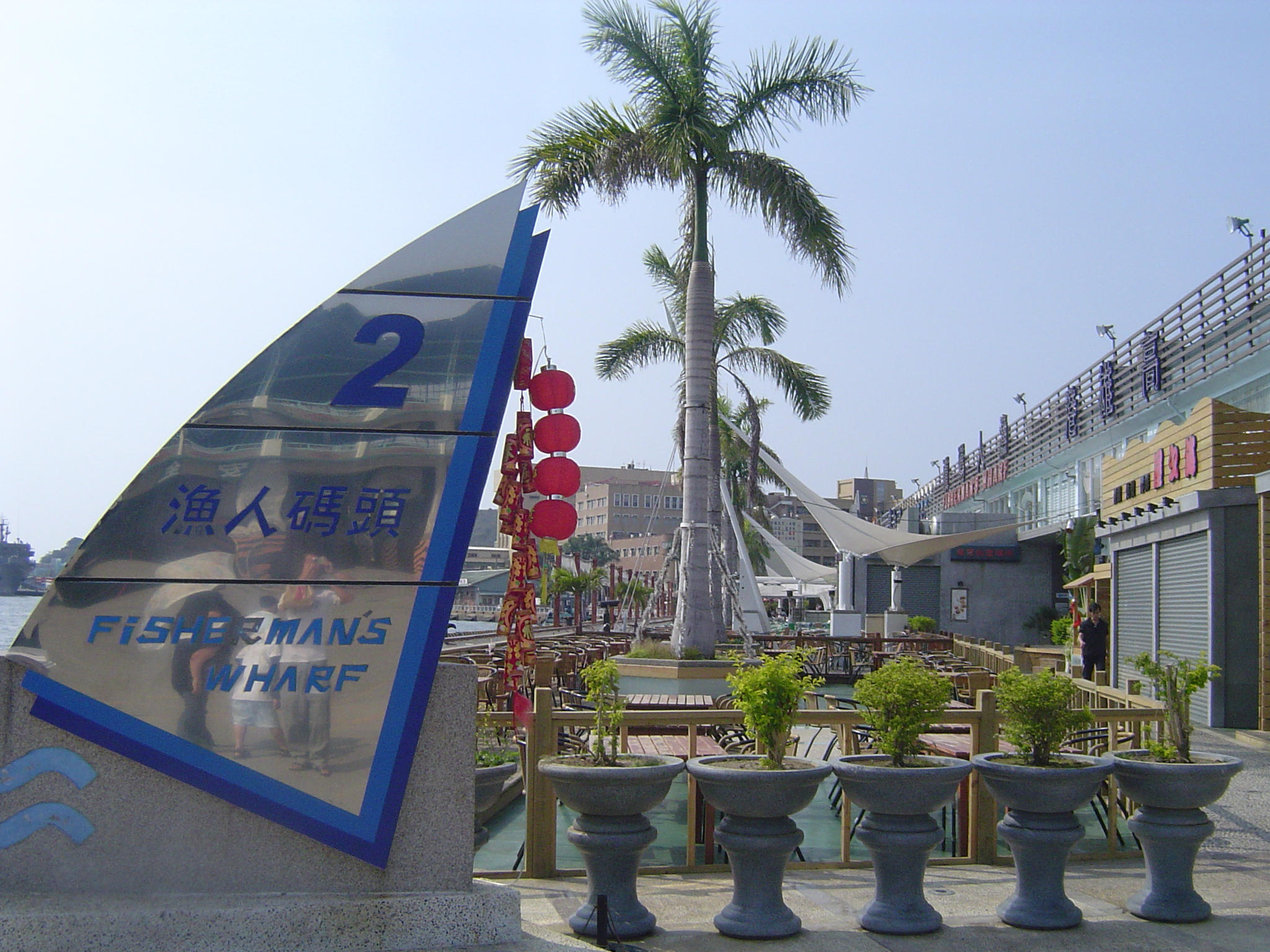
高雄港漁人碼頭

高屏的中心北邊是台灣最大的平原嘉南平原，南邊則為屏東平原，東側為山地，西側鄰台灣海峽。高雄市市境及屏東縣絕大部分位於北回歸線以南（北回歸線通過其極北端）。

### 自然地理
由於高屏地區位處台灣最大的平原嘉南平原及屏東平原，土質屬於沖積層，但相較於北方的臺南市土質又更堅硬了，而高屏地區適合用來灌溉稻米、玉米等等，是台灣僅次於雲嘉南的重要糧庫，但也因為土質過於鬆軟，發生地震時往往會因為場址效應的關係而造成搖晃放大。
另外高雄市也擁有全台最高的山脈玉山山脈，海拔高達3952公尺，是東亞地區最高的山。

### 氣候
- 位於台灣海峽沿岸，呈現夏季多雨、冬季乾燥的熱帶季風氣候。但高雄市北部一部分屬副熱帶季風氣候。

- 由於受到冬季源自西伯利亞的寒流，容易被來自西太平洋的溫暖海洋氣流洋流所抵消，所以高屏地區的冬季氣溫較同位處南台灣的臺南市氣溫明顯較高、有時甚至高於北北基。

- 冬季的平原地區，特別是寒流來襲時，即使受到寒流影響，晴朗的高屏地區白天氣溫也比較高。另一方面，由於位處熱帶季風氣候區，日間溫差非常大。其中，北高雄為中心較靠近副熱帶季風氣候區，早晨氣溫可低至10度左右，與白天的高溫差距可達將近10度以上。

## 人口
高屏地區的人口約佔台灣總人口的1/6，其中高雄市的人口超過276.9萬人。
| 縣市   | 區域       | 排名 | 人口數      | 佔全台人口的比例 |
| ------ | ---------- | ---- | ----------- | ---------------- |
| 高雄市 | 38區       | 1    | 2,769,434人 | 6.00%            |
| 屏東縣 | 1市3鎮29鄉 | 2    | 814,895人   | 3.30%            |

## 外部連結
- 內政部統計月報1.9縣市現住人口